# Südwestrundfunk

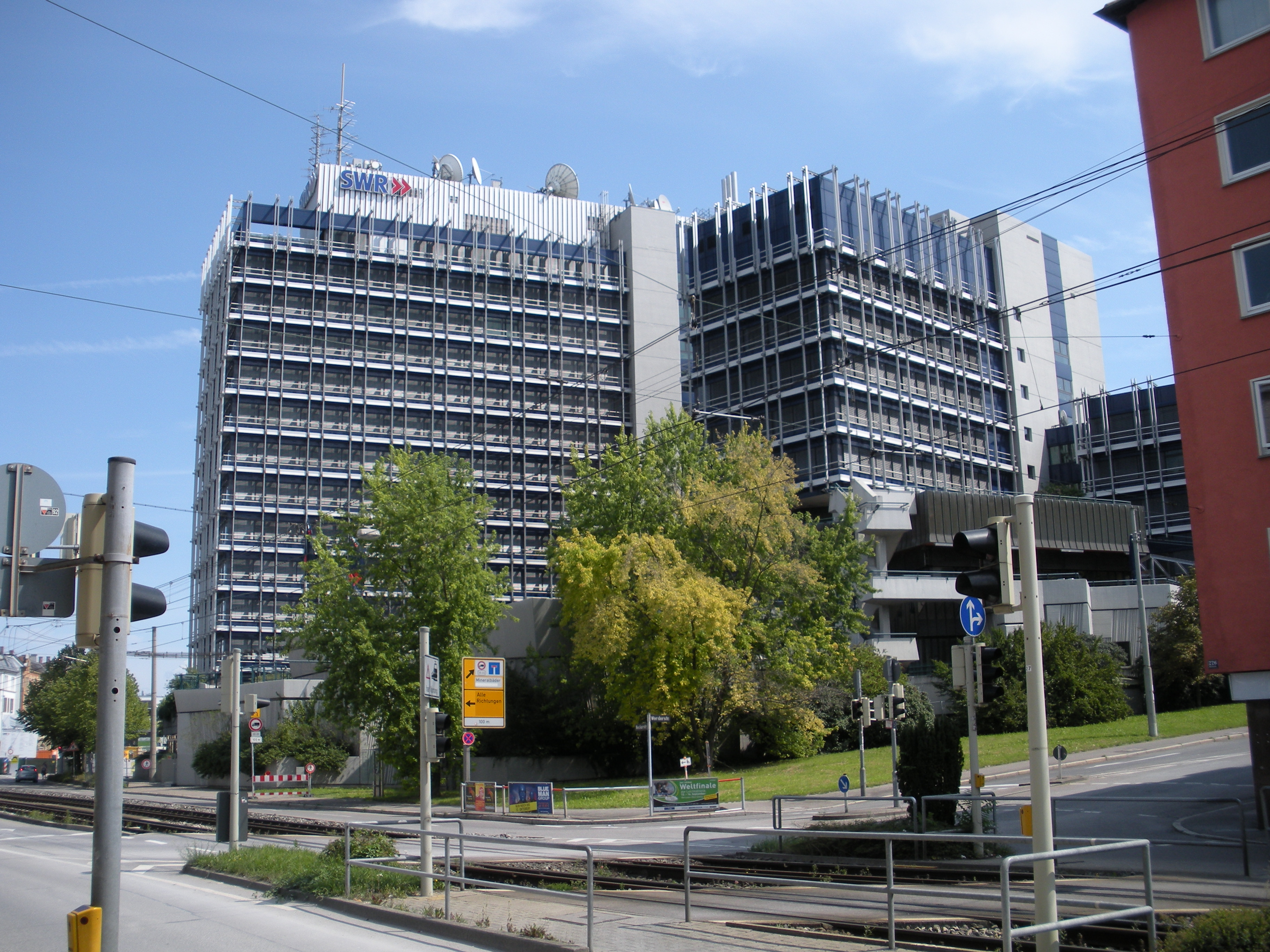
Centrála ve Stuttgartu

Südwestrundfunk (SWR) je veřejnoprávní instituce, která v německých spolkových zemích Bádensko-Württembersko a Porýní-Falc zajišťuje veřejnoprávní televizní a rozhlasové vysílání. Svoje sídla má v Stuttgartu, Baden-Badenu a Mohuči.

## Historie
SWR vznikla v roce 1998 spojením Süddeutscher Rundfunk (SDR) se sídlem v Stuttgartu a Südwestfunk (SWF) se sídlem v Baden-Badenu. V současnosti je součástí ARD, kde je druhým největším subjektem po Westdeutscher Rundfunk.
V roce 1969 vznikla televizní stanice Südwest 3 jako společný projekt SDR, SWF a SR. V roce 1998 se program rozdělil na Südwest BW (Bádensko-Württembersko) a Südwest RP (Porýní-Falcko). V roku 2000 byl
vytvořený společný název Südwest Fernsehen, který se v roce 2006 změnil na SWR Fernsehen. Dnes stanice vysílá program ve dvou regionálních verzích. 70 % programu je společných a je vysíláno z Baden-Badenu.
Kromě této stanice vytváří SWR programy pro:
- Das Erste
- Phoenix
- KI.KA
- ARTE
- 3sat
- FUNK